# Antoni Szczerkowski
Antoni Szczerkowski (ur. 16 maja 1881 we wsi Gorzew w gminie Górka Pabianicka, zm. 18 października 1960 w Pabianicach) – włókniarz, działacz związkowy i socjalistyczny okresu II RP, poseł na Sejm Ustawodawczy oraz I, II i III kadencji.

## Życiorys
Pochodził z rodziny chłopskiej. Syn Mateusza i Katarzyny z Kałużków. Od piętnastego roku życia terminował u tkacza w Pabianicach. Wyzwolony na czeladnika, rozpoczął pracę jako tkacz w fabryce Burucha w Pabianicach i w Łodzi.
Od 1904 członek Narodowego Związku Robotniczego. Od 1905 członek PPS, a po rozłamie w 1906 w Polskiej Partii Socjalistycznej-Lewicy. Jeden z organizatorów Związku Zawodowego Robotników Przemysłu Włóknistego w Pabianicach. W 1912 aresztowany (łącznie sześciokrotnie).
Działał na rzecz pojednania PPS i PPS-Lewicy, co doprowadziło czerwcu 1918 do powstania grupy niepodległościowej PPS-Lewicy, wydającej „Informator opozycji robotniczej PPS-Lewicy”, a zakończyło się przystąpieniem większości członków łódzkiej i pabianickiej PPS-Lewicy do PPS w 1918. 11 listopada 1918 przemawiał do uczestników pochodu niepodległościowego przed zamkiem pabianickim.
W listopadzie 1919 współtwórca Związku Zawodowego Robotników i Robotnic Przemysłu Włóknistego w Polsce. Był też długoletnim przewodniczący oddziału pabianickiego tego Związku.
Od zjazdu 1937 r. jeden z trzech wiceprzewodniczących pepesowskiej centrali związkowej Komisji Centralnej Związków Zawodowych i członek rady generalnej Międzynarodówki Włókienniczej. Od 1926 przewodniczący Rady Miejskiej w Pabianicach.
Poseł na Sejm Ustawodawczy II RP oraz I, II i III kadencji. Członek Rady Naczelnej i Centralnego Komitetu Wykonawczego PPS. Przewodniczący Okręgowego Komitetu Robotniczego PPS Łódź-Podmiejska.
W 1939 uczestnik Organizacji Orła Białego w okręgu łódzkim.
Na początku listopada 1939 r. aresztowany z wieloma innymi pabianiczanami przez łódzkie gestapo w ramach akcji skierowanej przeciwko inteligencji Łodzi i okręgu łódzkiego (Intelligenzaktion Litzmannstadt. Przez doraźne miejsce odosobnienia w pabianickim kinie „Zachęta” trafił do obozu przejściowego w fabryce Michała Glazera na Radogoszczu w Łodzi. Zwolniony 29 stycznia 1940 roku.
Po opuszczeniu obozu zaangażował się w działalność konspiracyjną PPS – Wolność-Równość-Niepodległość. Od 1943 r. w Centralnym Kierownictwie Ruchu.
W 1945 zaangażował się wraz z Zygmuntem Żuławskim w tworzenie Polskiej Partii Socjalno-Demokratycznej. Następnie członek „lubelskiej” PPS, potem w PZPR. Działacz pabianickiego oddziału Związku Weteranów Walk Rewolucyjnych 1905–1918.